# コンピュータ支援診断
コンピュータ支援診断（英語: Computer-Aided Diagnosis, CAD、シーエーディー）とは、画像診断分野における情報処理システム、およびその手法。CADシステムは、運用的には意思決定支援システム（DSS）の一種であり、技術的にはエキスパートシステムの一種ということができる。

## 概要
CADとは、コンピュータ、およびこれに基づく情報処理技術によって、画像情報の定量化および解析を行い、その結果を画像診断へ積極的に利用しようとする手法である。CADシステムはあくまで意思決定支援システムであることから、コンピュータが勝手に病名を判断したりすることはなく、最終的な意思決定を行うのはあくまでも医師であり、CADはその判断材料を提供するだけである。
シカゴ大学カートロスマン研究所の土井教授らが代表的な研究者として知られており、研究・開発は1985年より開始されている。1998年には、シカゴ大からライセンスを受けたベンチャー企業がマンモグラフィーにおけるCADシステムを商品化し、アメリカ食品医薬品局の認可を受けた。これを端緒として、CADシステムの実用化が相次ぐこととなった。
CADの主たる機能は、下記の2種の情報を、医師に対して提示することである。
デジタル画像から検出した病巣候補の位置
医師が病巣を見落とす危険を低減するとともに、読影手順の短縮を図ることができる。
コンピュータを用いて解析した定量的な結果
病巣の良悪性鑑別など意思決定が困難である症例において、資料となる情報（コンピュータによって分析された定量的な数値など）を提示することで、医師の意思決定を支援することができる。
医師は、CADシステムから提供されたこれらの情報を第2の意見として参照することで、読影精度・速度を上げることができる。これがCADの目的である。特に経験が大きくものをいう医用画像読影分野で、医師の職業人としての経験の蓄積が、高々30〜40年どまりであるのに対し、CADは人間の一生を超えた長期にわたって「経験を蓄積」できる点が大きな魅力となっている。
単純胸部X線写真のテンポラル・サブトラクション画像（経時的差分画像）などがCADの一例である。